# Стырикович, Михаил Адольфович
Михаил Адольфович Стырикович (3 ноября [16 ноября] 1902, Санкт-Петербург — 27 октября 1995, Москва) — советский учёный-теплоэнергетик, академик Академии наук СССР. Герой Социалистического Труда.

## Биография
Родился в Санкт-Петербурге. В 1927 году окончил Ленинградский технологический институт. С 1928 по 1946 годы работал в Центральном котлотурбинном институте имени И. И. Ползунова. В 1939 году ему без защиты была присвоена степень доктора технических наук. С 1939 по 1971 год преподавал в Московском энергетическом институте. 4 декабря 1946 года был избран членом-корреспондентом Академии наук СССР по специальности «теплотехника». 26 июня 1964 — академиком по специальности «энергетика». C 1964 по 1980 год занимал должность академика-секретаря Отделения физико-технических проблем энергетики Академии наук СССР.
Скончался 27 октября 1995 года. Похоронен в Москве, на Троекуровском кладбище.

## Научные достижения
Разработал лучевую диаграмму, нормы теплового и аэродинамического расчётов котлоагрегатов. Ввёл понятие расчётных затрат.

## Награды
- Герой Социалистического Труда (1972)[2][6];
- Орден Ленина;
- Орден Октябрьской Революции (1982);[7]
- Два ордена Трудового Красного Знамени[2][6].

## Сочинения
- «Внутрикотловые процессы» (1954)
- «Гидродинамика газожидкостных систем» (1958, в соавторстве с С. С. Кутателадзе).
- «Методы экспериментального изучения внутрикотловых процессов» (1961, в соавторстве с М. И. Резниковым).
- «Процессы генерации пара на электростанциях» (1969, в соавторстве с О. И. Мартыновой и З. Л. Миропольским).
- «Тепломассообмен и гидродинамика в двухфазных потоках АЭС» (1982, в соавторстве с B. C. Полонским и Г. В. Циклаури).

### Избр. труды, воспоминания
- Теплотехника и теплофизика. Экономика энергетики и экология: Избр. тр.; Воспоминания / М. А. Стырикович; [Редкол.: О. Н. Фаворский и др.]; Рос. акад. наук. Ин-т высоких температур]. — М. : Наука, 2002. — 318, [1] с., [1] л. портр. : ил., к., портр.; 25 см; ISBN 5-02-006472-6

### Обзорные труды для широкого круга читателей
- Технический прогресс энергетики / В. А. Кириллин, М. А. Стырикович. // ТВТ, 8:2 (1970), 235—245.